# RUN FOR
『RUN FOR』(ラン・フォー)はEvery Little Thingの配信限定シングル

## 解説
配信限定シングルとしては、2013年の『アクアマリンのままでいて』より約1年11ヶ月振りとなる。
e-onkyo music、moraでは自身初となる48kHz/24bitのハイレゾ音源での配信も成されている。
本作は2014年12月14日に開催される『JALホノルルマラソン2014』のオフィシャルアーティストとして起用され、そのテーマソングとして制作された楽曲となっており、同時にボーカルの持田もランナーとして参加することも合わせて発表がなされた。
持田は本作に関して「この曲のタイトルにある「RUN FOR」と言うのは、立候補する、何かを目指して掴まえに走る、って意味があります。今の私自身の気持ちと走る人たちが走り抜いた先に何かを掴むのだろう、だからこそ走るのが好きだし、走るのをやめないのだろうと思います。」と語っている。
また、大会の前々夜にランナーの交流イベントやライブとなるホノルルマラソン・ルアウにもライブ出演し、本作が披露されている。

## 収録曲
1. RUN FOR
作詞：持田香織 / 作曲：星野純一

## 収録アルバム
RUN FOR
- 『Every Cheering Songs』
- 『Every Best Single 2 〜MORE COMPLETE〜』
- 『Every Best Single 2 〜laTe period〜』